# Stephanie Del Valle
Stephanie Marie Del Valle Díaz (ur. 30 grudnia 1996 w San Juan) – modelka i zwyciężczyni Miss World 2016. Jest drugą Miss World pochodzącą z Portoryko. Pierwszą była Wilnelia Merced w 1975.